# Weißkronentapaculo

Verbreitungsgebiet (grün) des Weißkronentapaculos

Der Weißkronentapaculo, auch Südlicher Weißstirntapaculo genannt, (Scytalopus bolivianus) zählt innerhalb der Familie der Bürzelstelzer (Rhinocryptidae) zur Gattung Scytalopus.
Früher wurde die Art als Unterart (Ssp.) des Rotbauchtapaculos (Scytalopus femoralis) angesehen, unterscheidet sich aber durch die Lautgebung.
Die Art kommt in Bolivien im Departamento Chuquisaca und im Südwesten Perus in der Region Puno und der Region Ayacucho vor.
Das Verbreitungsgebiet umfasst dichtes Unterholz im tropischen oder subtropischen feuchten Bergwald, bevorzugt Laubwald zwischen 1000 und 2300 m, örtlich auch bis zu 2850 m Höhe. Weiter oberhalb befindet sich der Lebensraum des Trillertapaculos (Scytalopus parvirostris).
Das Artepitheton bezieht sich auf das Land Bolivien.

## Merkmale
Der Vogel ist 12 cm groß, das Männchen wiegt zwischen 17 und 22, das Weibchen etwa 20 g. Dieser Tapaculo ist mittelgroß, schwärzlich mit ziemlich kurzem Schwanz. Das Männchen hat einen unterschiedlich großen weißen Fleck auf dem Scheitel, das übrige Gefieder ist sehr dunkelgrau, auf Rumpf und Flügeln kann ein dunkelbrauner Schimmer zu sehen sein, Kehle und Brust sind etwas weniger dunkel. Die Flanken sind rötlichbraun und dicht schwarz gebändert. Die Iris ist dunkelbraun, der Schnabel schwarz, die Füße dunkel- oder graubraun. Das Weibchen ist blasser, auf der Oberseite graubraun, der Scheitel ist dunkelgrau. Jungvögel sehen wie Weibchen aus.
Der Vogel ähnelt dem Weißscheiteltapaculo (Scytalopus atratus), beide sind dunkelgrau mit einem weißen Fleck auf dem Scheitel, aber Weißkronentapaculo ist etwas kleiner und schwärzer.
Die Art ist monotypisch.

## Stimme
Der Gesang wird als 6 bis 15 Sekunden langer Triller von ziemlich gleicher Tonhöhe beschrieben, anfänglich leicht schneller dann wieder langsamer werdend.

## Lebensweise
Zur Nahrung, Lebensweise und Brutverhalten liegen keine Informationen vor.

## Gefährdungssituation
Der Bestand gilt als nicht gefährdet (Least Concern).